# Seth Rollins
Colby Daniel Lopez (sinh ngày 28 tháng 5 năm 1986) là một đô vật chuyên nghiệp người Mỹ. Anh ấy hiện đang ký hợp đồng với WWE, nơi anh ấy biểu diễn trên thương hiệu Raw dưới nghệ danh Seth Rollins. Nickname của anh ấy là "The Visionary", "The Revolutionary", và "The Architect". Anh ấy được ghi nhận vì khả năng diễn xuất và khả năng sáng tạo lại nhân vật trên màn ảnh của mình.
Trước khi ký hợp đồng với WWE, Lopez đã đấu vật dưới nghệ danh Tyler Black cho Ring of Honor (ROH) và là một phần của Age of the Fall ổn định với Jimmy Jacobs. Trong thời gian ở ROH, anh ấy đã giữ đai vô địch thế giới ROH một lần và đai vô địch đồng đội thế giới ROH hai lần với Jacobs, đồng thời giành chiến thắng trong giải đấu Survival of the Fittest năm 2009. Lopez cũng đấu vật cho nhiều chiến dịch độc lập khác nhau bao gồm Full Impact Pro, nơi anh ấy từng là Nhà vô địch hạng nặng thế giới FIP một lần, cũng như Pro Wrestling Guerrilla, nơi anh ấy từng là Nhà vô địch PWG World Tag Team một lần, cũng với Jacobs.
Lopez đã ký hợp đồng với WWE vào năm 2010 và được gửi đến vùng lãnh thổ phát triển khi đó là Florida Championship Wrestling (FCW), nơi anh được đổi tên thành Seth Rollins và trở thành Nhà vô địch FCW Grand Slam đầu tiên. Sau khi WWE đổi thương hiệu phát triển của mình từ FCW thành NXT, anh đã trở thành nhà vô địch NXT Championship đầu tiên. Vào tháng 11 năm 2012, anh ra mắt trong danh sách chính với tư cách là thành viên của The Shield cùng với Dean Ambrose và Roman Reigns. Anh đã giành được chức vô địch danh sách chính đầu tiên của mình, WWE World Tag Team Championship, với Reigns vào tháng 5 năm 2013; anh tiếp tục giữ danh hiệu này sáu lần với Ambrose và nhiều đối tác khác. Sau khi rời The Shield vào năm 2014, anh đã gia nhập The Authority, khẳng định nhân vật của mình trên màn ảnh là một nhân vật phản diện hàng đầu. Kể từ đó, anh đã trở thành tiêu điểm của nhiều sự kiện PPV và phát trực tiếp lớn cho WWE, bao gồm việc cash-in Money in the Bank 2014 của mình tại WrestleMania 31 và tham dự trấn đấu tâm điểm tại cả WrestleMania XL và WrestleMania 41.